# إنترمبسغواس
بلدية إنترمبسغواس (بالإسبانية: Entrambasaguas)، هي إحدى بلديات منطقة كانتابريا, المصنفة على أنها مقاطعة أيضاً، في شمال إسبانيا.
يبلغ عدد سكانها 2.453 نسمة وفقاً لإحصائية سنة (2002).